# Disolución del Congreso de la República del Perú en 2019
La disolución del Congreso de la República del Perú en 2019 fue un acto constitucional dispuesto por el entonces presidente de la República, Martín Vizcarra, el 30 de septiembre de 2019 mediante Decreto Supremo N° 165-2019-PCM, al haber considerado que el Congreso denegó fácticamente una cuestión de confianza planteada a nombre del Consejo de Ministros. Dicha cuestión de confianza fue la tercera en ser presentada por un premier bajo la administración de Vizcarra, la cuarta en el período de gobierno 2016 - 2021 y, de acuerdo con lo expuesto por el Gobierno, la segunda en ser denegada.
La decisión presidencial se amparó en la disposición contenida en el artículo 134° de la Constitución Política del Perú, según la cual el presidente puede disolver el Congreso y convocar en el mismo acto a nuevas elecciones parlamentarias si el Congreso ha denegado su confianza a dos Consejos de Ministros. Pese a esta alegación, antes de su validación, la decisión presidencial generó una gran controversia sobre su estricto apego a la Constitución, en especial por parte de diversas agrupaciones de oposición, quienes desde el Parlamento respondieron declarando la suspensión de la presidencia de Vizcarra y nombrando a la vicepresidenta Mercedes Aráoz como presidenta interina, la cual, no obstante, renunció a tal encargo al día siguiente, por lo que estas acciones del Congreso quedaron como actos meramente simbólicos.
Los cuestionamientos a la medida por parte del Congreso disuelto se materializaron en una demanda competencial planteada por su Comisión Permanente (órgano que se mantiene en funciones durante el interregno parlamentario), la que tuvo por finalidad que el Tribunal Constitucional se pronunciara sobre la legalidad de la disolución parlamentaria. La demanda fue admitida a trámite el 29 de octubre de 2019 y el pronunciamiento final se produjo el 14 de enero de 2020 en que por mayoría (4 votos contra 3) se declaró infundada la demanda y por tanto válido el acto de disolución del Parlamento.
La disolución del Congreso no produjo el quiebre del periodo parlamentario 2016-2021 sino solo un interregno que llegó a su fin cuando se instaló el nuevo Parlamento elegido en las elecciones extraordinarias llevadas a cabo el 26 de enero de 2020.

## Marco jurídico

### Disolución del Congreso
El artículo 134° de la Constitución Política del Perú de 1993 faculta al presidente a disolver el Congreso en el siguiente caso:

Artículo 134 El Presidente de la República está facultado para disolver el Congreso si éste ha censurado o negado su confianza a dos Consejos de Ministros.
El decreto de disolución contiene la convocatoria a elecciones para un nuevo Congreso. Dichas elecciones se realizan dentro de los cuatro meses de la fecha de disolución, sin que pueda alterarse el sistema electoral preexistente.
No puede disolverse el Congreso en el último año de su mandato. Disuelto el Congreso, se mantiene en funciones la Comisión Permanente, la cual no puede ser disuelta.
No hay otras formas de revocatoria del mandato parlamentario.
Bajo estado de sitio, el Congreso no puede ser disuelto.
Constitución Política del Perú de 1993

### Funcionamiento de la Comisión Permanente
El artículo 134 antes citado indica que producida la disolución del Congreso se mantiene en funciones su Comisión Permanente hasta la elección y juramentación de los parlamentarios que integrarán el nuevo Congreso a ser elegido en un proceso electoral extraordinario. Por su parte, el artículo 135 establece que durante el interregno, el Ejecutivo legisla mediante decretos de urgencia, de los cuales debe dar cuenta a la Comisión Permanente.

Artículo 135 Instalación del nuevo congreso

[...]
 En ese interregno, el Poder Ejecutivo legisla mediante decretos de urgencia, de los que da cuenta a la Comisión Permanente para que los examine y los eleve al Congreso, una vez que éste se instale.
Constitución Política del Perú de 1993

Si bien el artículo 42 del Reglamento del Congreso de la República establece que la Comisión Permanente ejerce sus funciones constitucionales durante el funcionamiento ordinario del Congreso, durante su receso e inclusive durante en el interregno parlamentario derivado de la disolución del Congreso, el Tribunal Constitucional, en el Auto de admisión de la demanda competencial interpuesta contra la disolución congresal decretada por el presidente Vizcarra, precisó que las funciones de la Comisión Permanente durante el interregno están limitadas a lo dispuesto en el artículo 135° de la Constitución, es decir, a recibir y evaluar los decretos de urgencia emitidos por el Poder Ejecutivo para dar cuenta de ello al nuevo Congreso.

"Ahora bien, de conformidad con la Constitución, la Comisión Permanente, durante el interregno parlamentario, continúa ejerciendo sus funciones. Esto no implica que la Comisión Permanente tenga las facultades del Pleno del Congreso y pueda hacer sus veces, sino que está limitada a lo dispuesto en el artículo 135 de la Constitución".
Tribunal Constitucional - Auto de Admisibilidad demanda competencial del 29 de octubre de 2019

## Antecedentes
Las elecciones generales de 2016 en el Perú determinaron un complicado reparto del poder, en el que la agrupación política Peruanos por el Kambio obtuvo la presidencia de la república en la persona de Pedro Pablo Kuczynski pero solo 18 de los 130 escaños que componen el congreso unicameral. Por el contrario, la agrupación fujimorista Fuerza Popular, que perdió la presidencia por escaso margen, obtuvo 73 escaños. Debido a la falta de acuerdos y la imposibilidad de una cohabitación, la situación generó prontamente una crisis política de enfrentamiento entre el Poder Ejecutivo y el Congreso.
Uno de estos enfrentamientos se centró en la política educativa del gobierno, y como consecuencia de ello en septiembre de 2017 la mayoría fujimorista decidió interpelar a la entonces ministra de educación, Marilú Martens, tras lo cual se presentó una moción de censura que, de ser aprobada, hubiera obligado a la ministra a dimitir. Ante este hecho, el presidente del Consejo de Ministros Fernando Zavala Lombardi presentó ante el Congreso una cuestión de confianza sobre la política educativa del gobierno, la cual fue denegada por 77 votos en contra, 22 a favor y 16 abstenciones. Como consecuencia a esta denegatoria, todo el gabinete se vio obligado a renunciar. En diciembre de 2017, el conflicto entre poderes se agudizó con un primer intento de destitución contra el presidente Pedro Pablo Kuczynski, el cual se repitió nuevamente en marzo de 2018 con un segundo intento de destitución que finalmente no llegó a concretarse por la renuncia de Pedro Pablo Kuczynski a la presidencia el 21 de marzo de 2018, lo que llevó al hasta entonces vicepresidente Martín Vizcarra a asumir el cargo en su reemplazo.
Luego de un breve periodo de apaciguamiento, el enfrentamiento político entre el poder ejecutivo (en ese entonces presidido por Martín Vizcarra) y la mayoría fujimorista en el Congreso se reanudó, motivando que el Ejecutivo llegara a hacer uso de cuestiones de confianza para impulsar la aprobación de sus propuestas que, en su opinión, el Congreso estaba bloqueando o distorsionando. La crisis llegó a un punto crucial cuando el 28 de julio de 2019 el presidente Martín Vizcarra anunció ante el Congreso la presentación de un proyecto de reforma constitucional que permitiría acortar su propio mandato y el del Congreso a fin de adelantar las elecciones generales de 2021 a 2020. No obstante, el 26 de septiembre, la Comisión de Constitución decidió archivar esta propuesta, a la que calificó de inconstitucional, a pesar de que muchos congresistas habían solicitado que se debatiera en el pleno del Congreso.
Paralelamente, la mayoría del Congreso había decidido emprender la elección de seis de los siete integrantes del Tribunal Constitucional cuyo mandato estaba vencido desde mayo de 2019, iniciando un proceso de selección de magistrados que levantó diversas críticas, nacionales e internacionales, por su inusitada velocidad y falta de transparencia. Desde algunos sectores políticos, los medios de comunicación y la sociedad civil, se evidenció que el apuro de la agrupación fujimorista Fuerza Popular en cambiar la composición del Tribunal a su favor tenía relación con el hecho de que este estaba por emitir pronunciamiento sobre un pedido para terminar con la prisión preventiva que cumplía su lideresa Keiko Fujimori. Por su parte, la representante de Fuerza Popular Rosa Bartra rechazó las críticas, justificando que el Congreso cumplía con el proceso de elección de magistrados amparándose en la Constitución.

## Cuestión de confianza
Luego de conocerse que se había rechazado la propuesta de adelanto de elecciones, el gobierno de Vizcarra anunció el día viernes 27 que presentaría una cuestión de confianza sobre el proceso de elección de los magistrados del Tribunal Constitucional. El presidente Vizcarra explicó que, a través del Presidente del Consejo de Ministros Salvador del Solar, formularía una cuestión de confianza vinculada a un proyecto de ley destinado a modificar la ley orgánica del Tribunal Constitucional en el extremo referido al procedimiento de elección de sus magistrados. La cuestión de confianza pretendía que el Congreso suspendiera la elección de los magistrados, aprobara las modificaciones propuestas y las aplique al proceso de selección. El viernes 27 de septiembre, la PCM mandó un oficio al Congreso para que el ministro Del Solar pueda asistir a plantear la cuestión de confianza ante el Pleno. La noche del domingo 29 de septiembre, el presidente Vizcarra manifestó en una entrevista que si le denegaban la cuestión de confianza a su gabinete, haría uso de su atribución constitucional de disolver el congreso y convocar a elecciones parlamentarias.
A pesar de que el entonces Presidente del Consejo de Ministros, Salvador del Solar, había solicitado presentarse "en la primera oportunidad que se reúna el Pleno", la Junta de Portavoces del Congreso decidió que en la sesión del 30 de septiembre se votaría primero la elección de los nuevos magistrados y solo después se escucharía al ministro Del Solar para la sustentación de la cuestión de confianza. Cuando se inició la sesión para la elección de los magistrados, el ministro Del Solar se presentó en las instalaciones del Congreso con la intención de hacer uso de la palabra amparado en el artículo 129 de la Constitución que permite a los ministros concurrir a las sesiones del Congreso y participar en sus debates. Sin embargo, por orden del presidente del Congreso Pedro Olaechea quien de acuerdo con el reglamento del Congreso dirige el debate y el desarrollo de las sesiones, se cerraron las puertas del hemiciclo con la intención de no permitir el ingreso del primer ministro, lo que motivó airadas protestas por parte de los grupos parlamentarios de minoría, y un forcejeo entre congresistas que pugnaban por abrir las puertas, agentes de seguridad y parlamentarios fujimoristas que insistían en mantener las puertas cerradas. Finalmente, el Jefe del gabinete ministerial logró ingresar al hemiciclo con la ayuda de algunos parlamentarios e intervino en la discusión formalizando la cuestión de confianza por el proyecto de ley presentado, retirándose luego del parlamento. 

“[...] Es tanta la importancia de la conformación del Tribunal Constitucional […] que debe usarse un procedimiento transparente que garantice a la ciudadanía que elegiremos bien con los votos de los representantes del pueblo, que son ustedes. Debido a nuestra preocupación, hemos presentado un proyecto de ley para un proceso transparente. Un proyecto de ley ya presentado ante este Congreso y por el cual, en nombre del Consejo de Ministros, hago cuestión de confianza en ese mismo momento para que el Parlamento decida si nos otorga la confianza y considera por lo tanto que hay que hacer uso de transparencia o para que nos las niega si considera que va a seguir adelante con ese procedimiento[...]”
Salvador del Solar

En el acto, la bancada de Nuevo Perú presentó una cuestión previa que planteaba suspender la elección de los magistrados y atender primero la cuestión de confianza planteada por el poder ejecutivo. Esta cuestión previa fue rechazada por 80 votos contra 34. El Congreso continuó con el proceso de elección de los magistrados, logrando obtener la votación calificada (87 votos) para uno de ellos (Gonzalo Ortiz de Zevallos Olaechea). Sin embargo, el proceso se truncó cuando se verificó que no se obtendrían los votos requeridos para elegir a los magistrados restantes. Por ello, el presidente del Congreso suspendió la sesión luego de que el Pleno dispuso la dispensa del trámite de sanción del acta para ejecutar lo actuado. Inmediatamente se acordó que la sesión se reanudaría a las 4:00 p. m. para debatir la cuestión de confianza planteada por el Premier.
El Congreso, amparándose en el artículo 86.º de su reglamento (que le permitía debatir la cuestión de confianza en la misma sesión en la que se plantee o en la siguiente) volvió a sesionar aproximadamente a las 04:15 p. m., e inició el debate de la cuestión de confianza planteada por el ministro Salvador del Solar. Mientras esto ocurría, a las 05:33 p. m. la televisión empezó a transmitir un mensaje a la Nación del presidente Vizcarra, en el cual daba cuenta de la actuación del congreso en horas de la mañana, en virtud de lo cual consideraba que la confianza solicitada por el ejecutivo había sido rechazada de manera fáctica. En ese momento, al enterarse del mensaje presidencial, el parlamento procedió a votar la cuestión de confianza, la cual fue aprobada con 50 votos a favor, 31 en contra y 13 abstenciones aproximadamente a las 5:40 p. m. Un minuto más tarde, el presidente Vizcarra anunció la disolución del Congreso.

## Disolución del Congreso
En un mensaje a la Nación de poco más de 10 minutos de duración, el entonces presidente, Martín Vizcarra, hizo un recuento de las veces en que su Gobierno había tenido que plantear cuestiones de confianza ante el Congreso, mencionando también el intento de impedir el ingreso del premier al hemiciclo del Congreso en la mañana de ese día, y al hecho de no haberse dado la prioridad solicitada por este y, por el contrario, proseguir con la elección de magistrados al Tribunal Constitucional, por lo cual anunció su decisión de disolver el Congreso debido a que su Gobierno consideraba que por los hechos (negación de entrada al premier, elección de un magistrado y posterior debate de la cuestión de confianza) se había negado la confianza al presidente del Consejo de Ministros de manera fáctica.

“[...] presentamos el proyecto de reforma de adelanto de elecciones, como una salida al evidente entrampamiento político [...] Ante esta propuesta de desprendimiento patriótico, el Congreso respondió con un tratamiento vergonzoso que no tuvo pudor en utilizar hasta a organismos internacionales sin tan siquiera escuchar sus opiniones, para archivar una medida que contaba con el apoyo mayoritario de la ciudadanía [...]perdimos la oportunidad de tener un Congreso bicameral porque se intentó camuflar la posibilidad de una reelección, ¿tan difícil es pensar en el Perú primero?
[...]

Hoy hemos presentado la tercera Cuestión de Confianza, y lo que ha acontecido en el Congreso subraya la desvergüenza en la que ha caído la mayoría parlamentaria, absolutamente divorciada de la voluntad de los peruanos y trabajando de manera denodada para proteger y blindar a los suyos. Nuestro proyecto de ley busca generar un mecanismo más transparente y participativo en la elección de los miembros del Tribunal Constitucional para evitar las repartijas y la utilización de las instituciones para que unos pocos no se sirvan de ellas. Ante esto, desde el Congreso se intentó impedir al premier ingresar al hemiciclo, se desconoció el artículo 129 de la Constitución Política del Perú, no se dio la prioridad que la cuestión de confianza merece y, luego, se aprobó el primer miembro de un tribunal exprés en una dudosa votación, vaciando de contenido la cuestión de confianza planteada. Ante la denegación fáctica de la confianza y en respecto irrestricto de la Constitución Política del Perú he decidido disolver constitucionalmente el Congreso y llamar a elecciones de congresistas de la República[...]”
Martín Vizcarra

La noche del mismo 30 de septiembre de 2019, en una edición extraordinaria del Diario Oficial El Peruano, se publicó el Decreto Supremo N° 165-2019-PCM que disponía la disolución del Congreso y la convocatoria a elecciones parlamentarias extraordinarias en 2020. El entonces presidente del Congreso Pedro Olaechea declaró a dicho decreto como «inaplicable».

### Respuesta del Congreso
Artículo 114 El ejercicio de la Presidencia de la República se suspende por:
1. Incapacidad temporal del Presidente, declarada por el Congreso, o
2. Hallarse éste sometido a proceso judicial, conforme al artículo 117o de la Constitución.
Constitución de 1993

Luego del anuncio de disolución del Congreso de la República, los grupos parlamentarios Bancada Liberal, Nuevo Perú, Frente Amplio, Unidos por la República abandonaron el hemiciclo (y no volvieron a retornar) en señal de conformidad con la medida, la Bancada Oficialista de Peruanos por el Kambio se encontraba en Palacio de Gobierno apoyando la decisión presidencial, mientras que la mayoría fujimorista y las bancadas del Apra, Contigo, Alianza para el Progreso y Acción Popular, permanecieron en el interior e intentaron destituir al presidente Vizcarra declarando la vacancia de su cargo por presunta incapacidad moral. No obstante, al constatar que no contaban con los votos necesarios para ello (87 votos de 130), optaron por hacer uso del mecanismo de la "suspensión" regulada en el artículo 114 de la Constitución, y así se declaró a Vizcarra suspendido por doce meses en el cargo de presidente de la República por "incapacidad temporal", si bien de acuerdo con el magistrado del Tribunal Constitucional Eloy Espinoza Saldaña, el mecanismo de la suspensión fue erróneamente aplicado debido a que "la suspensión históricamente ha sido entendida para casos de enfermedad", mientras que otros juristas opinaron que "no se respetó el derecho a la defensa y al debido proceso del Presidente".
Como consecuencia de la suspensión de Martín Vizcarra como presidente del Perú, el Congreso tomó juramento a la segunda vicepresidenta Mercedes Aráoz Fernández como presidenta en funciones del Perú, considerando que el artículo 115 de la Constitución Política del Perú establece que "por impedimento temporal o permanente asume sus funciones el Primer Vicepresidente. En defecto de éste, el Segundo Vicepresidente".
No obstante, al contar Vizcarra con el apoyo de la población y el respaldo de las fuerzas armadas, tanto su suspensión en el cargo como la juramentación de la segunda vicepresidenta quedaron como hechos simbólicos y sin efecto en la práctica, más aún cuando al día siguiente (1 de octubre), Aráoz renunció de manera irrevocable a la Vicepresidencia de la República y a las funciones que le encargó el Congreso.
Por su parte, en un curso de acción paralelo frente a la disolución del Congreso, su hasta entonces presidente Pedro Olaechea envió cartas a la ONU y OEA acusando al presidente Vizcarra de «amenazar la democracia».

## Interregno parlamentario
Tal y como sucede en los sistemas parlamentarios, el periodo comprendido entre la disolución de un Congreso y la elección del que lo sustituya se denomina interregno parlamentario. La Constitución ha previsto las formalidades a seguir durante este periodo.

### Comisión Permanente
Según la Constitución Política de 1993, la Comisión Permanente sesiona en el llamado interregno parlamentario hasta que se instale el nuevo Congreso, que será en encargado de votar la cuestión de confianza (investidura) al Consejo de Ministros designado luego de la disolución del parlamento. El Consejo de Ministros deberá presentarse para dar cuenta de sus acciones durante el interregno y para exponer las principales medidas de gestión. La Comisión Permanente del Congreso quedará entonces como único representante del poder legislativo con 28 miembros en total, que incluyen a los cuatro integrantes de la Mesa Directiva y los portavoces de las bancadas.

### Situación del Gabinete
En la misma línea del anuncio del presidente Vizcarra, el gabinete de ministros entró en crisis por la llamada "negación fáctica" de la cuestión de confianza. Ante ello, tradicionalmente renuncian todos los ministros. Salvador del Solar fue reemplazado por el ministro de Justicia y Derechos Humanos, Vicente Zeballos.
Los ministros Néstor Popolizio (Relaciones Exteriores), Francisco Ísmodes (Energía y Minas) y Carlos Oliva (Economía y Finanzas) renunciaron a sus cargos, mientras tanto María Jara (Transportes y Comunicaciones) tomó distancia del Gobierno.

### Restricción del ingreso al Palacio Legislativo
Durante la madrugada del 1 de octubre de 2019, horas después de la proclamación de la disolución del Congreso, alrededor del Palacio Legislativo se registraron disturbios. Ese mismo día, la Policía Nacional del Perú, que reconoció a Vizcarra como presidente, impidió el ingreso al Palacio Legislativo a los parlamentarios no pertenecientes a la Comisión Permanente.

## Reacciones

### Opinión pública

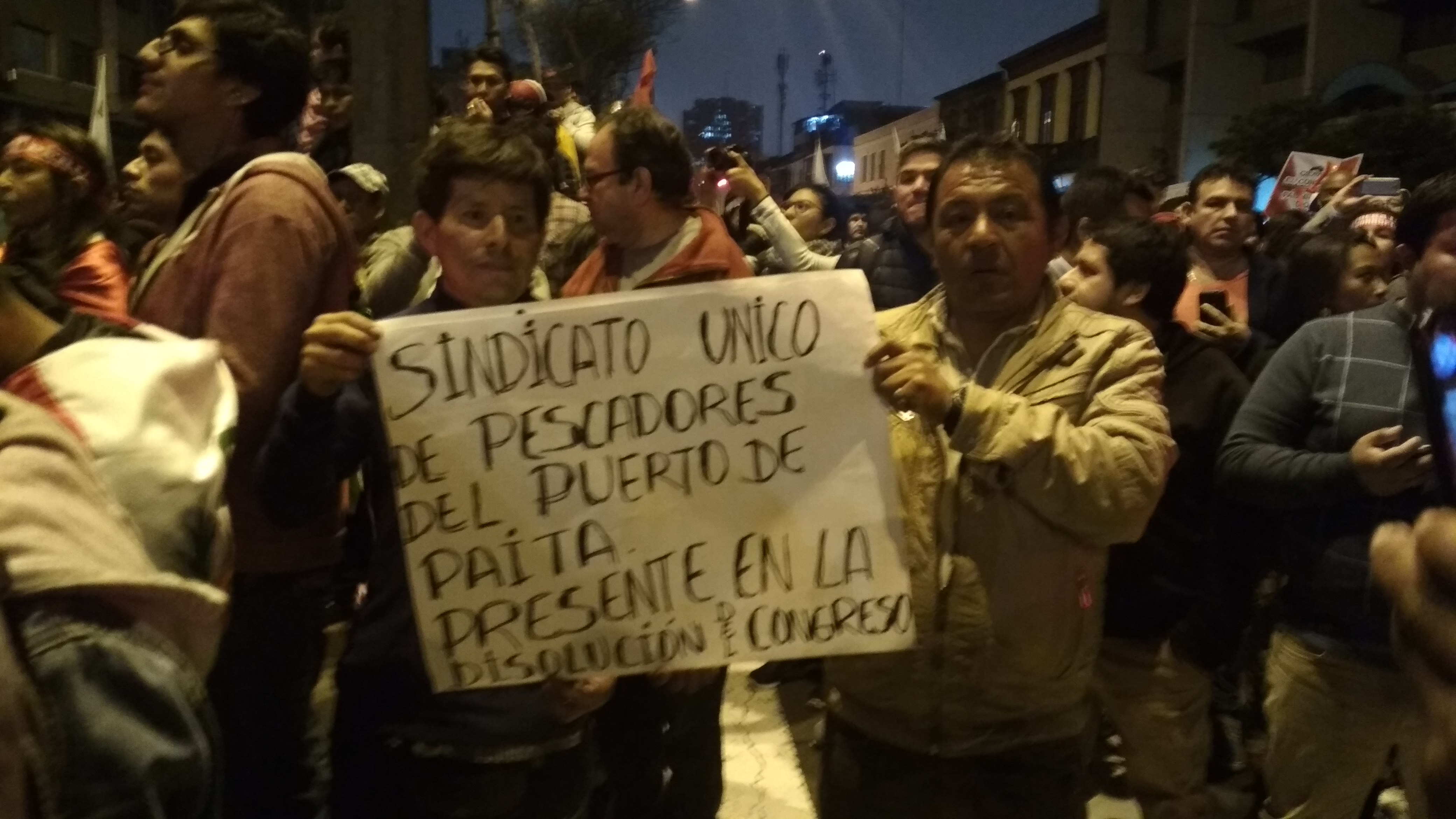
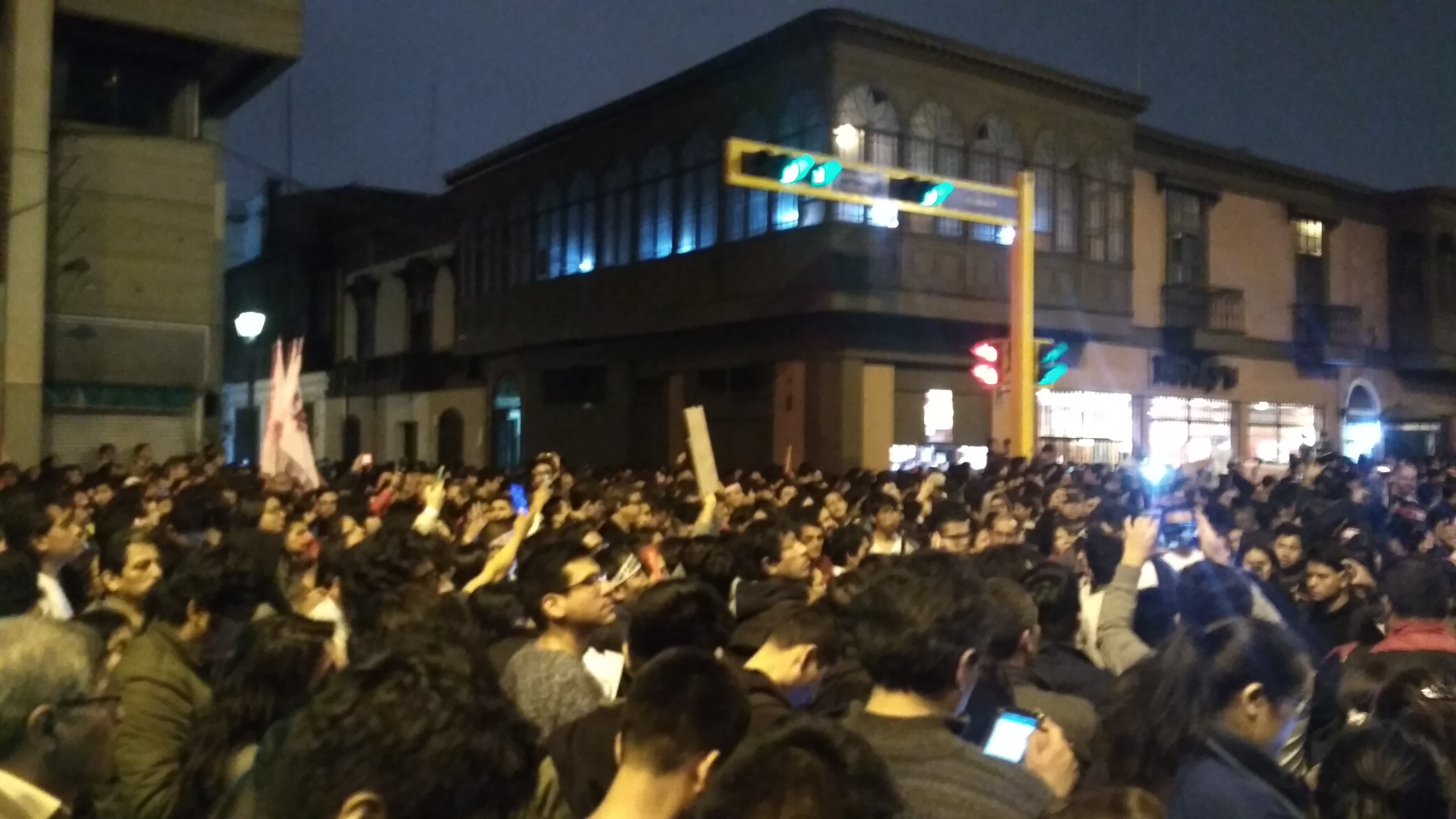
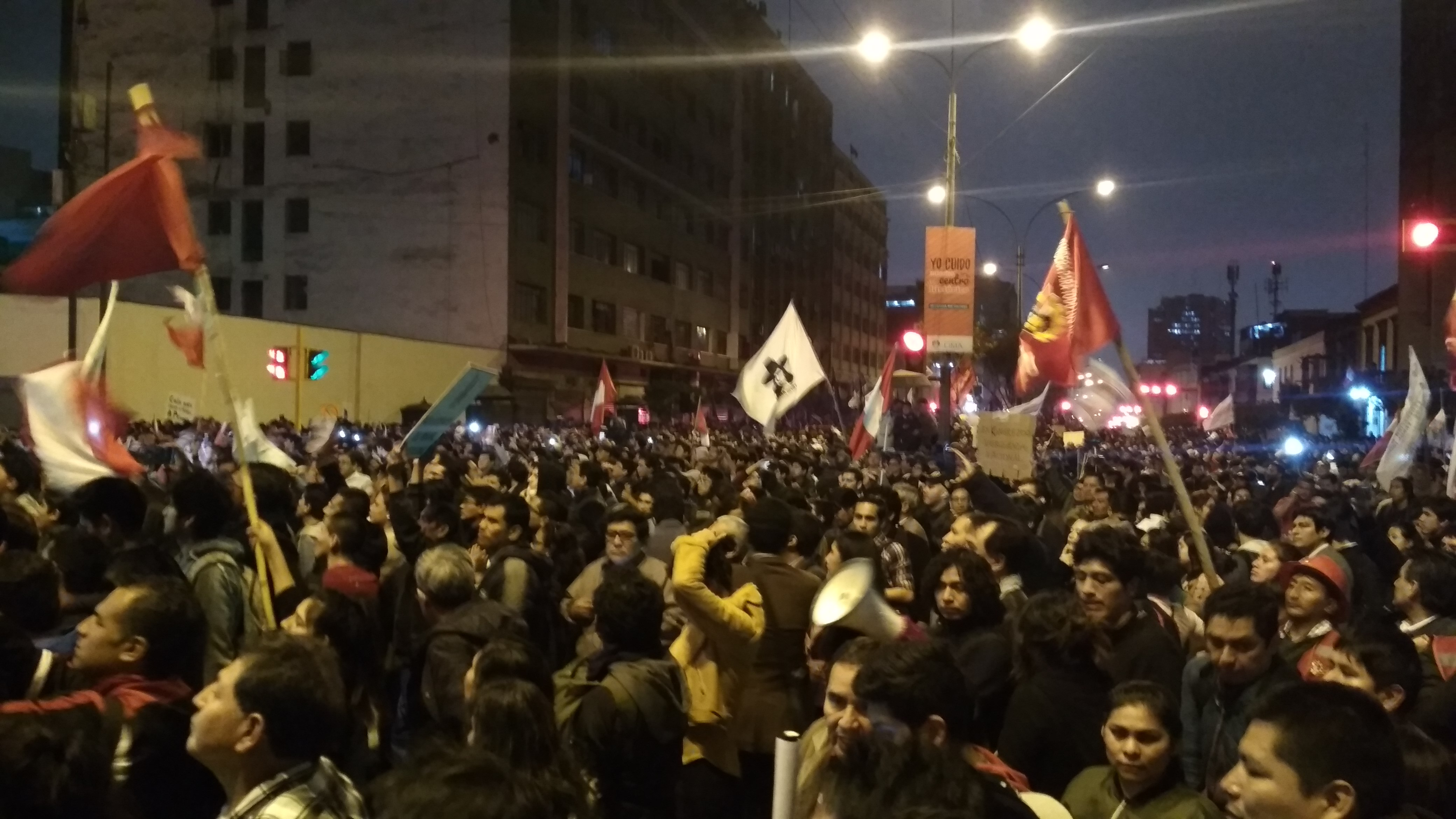
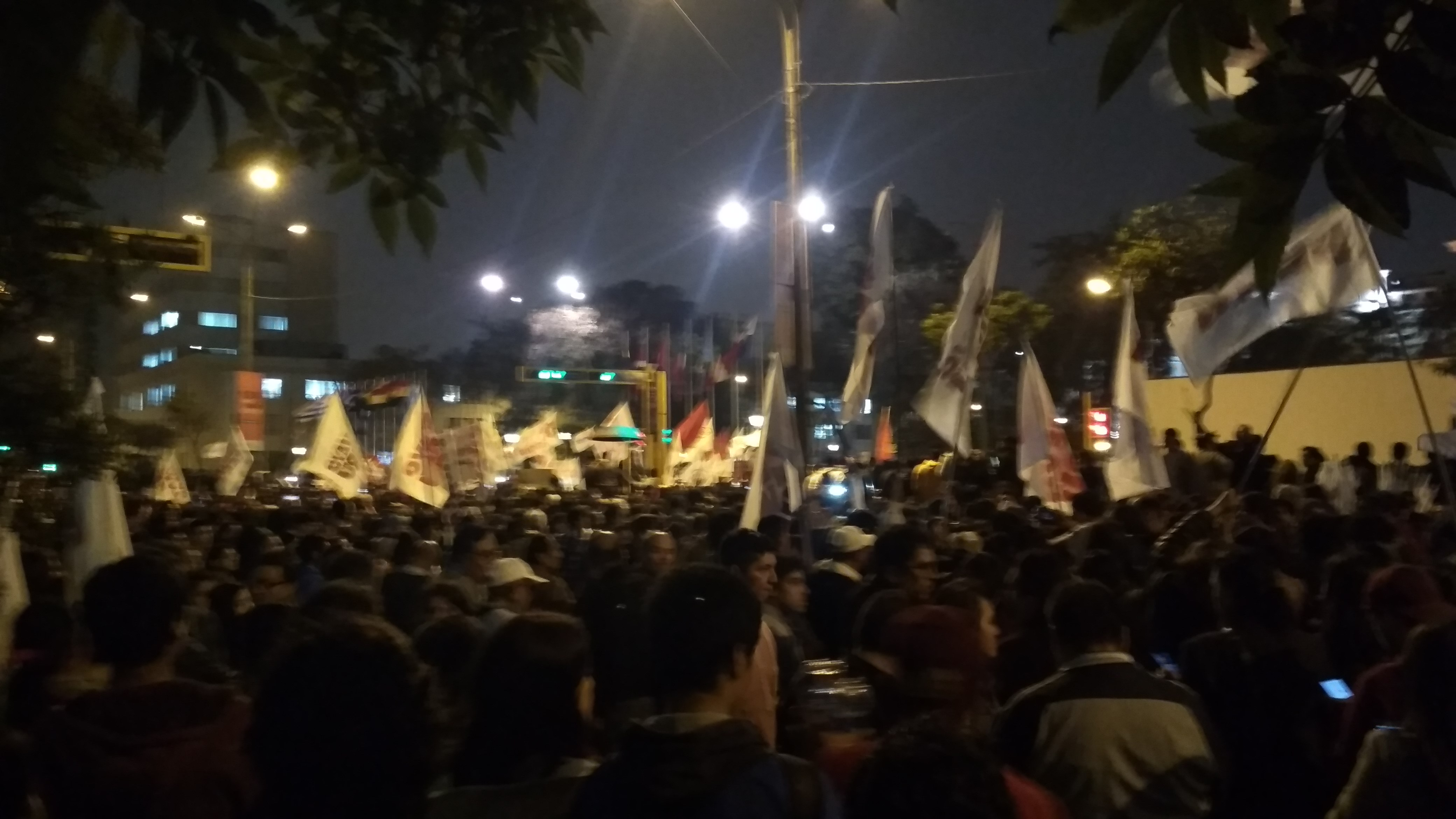

El mismo día de anunciada disolución del Parlamento la población realizó diversas manifestaciones de apoyo a la decisión de Martín Vizcarra en diversas regiones del país. Días después, un sondeo a nivel nacional realizado del 2 al 4 de octubre de 2019 por el Instituto de Estudios Peruanos (IEP) para el diario La República, arrojó como resultado que el 84 % de la ciudadanía aprobaba la disolución del Congreso mientras que un 8 % desaprobaba esta acción. Otro sondeo, también a nivel nacional, realizado del 2 al 3 de octubre de 2019 por la empresa CPI, mostró que el 89,5 % de la población se mostraba de acuerdo con la disolución del Parlamento contra un 9,3 % que se expresaba en desacuerdo con dicha medida. En otro sondeo de Ipsos, publicado por El Comercio el 13 de octubre de ese año, la cifra a favor fue de un 85 %.

### Personalidades e instituciones a favor
Algunos políticos que apoyaron la disolución fueron Verónika Mendoza, Julio Guzmán, Daniel Salaverry y César Acuña. En el caso de grupos políticos o bancadas parlamentarias que apoyaron la medida estuvieron Nuevo Perú, Frente Amplio, Bancada Liberal, Peruanos por el Kambio y Unidos por la República.
La Asamblea Nacional de Gobiernos Regionales, que representa a las regiones del país, apoyó la disolución del Congreso al igual que la Asociación de Municipalidades de las distintas provincias en el país.
La cúpula de las Fuerzas Armadas Peruanas y de la Policía Nacional del Perú apoyaron la disolución del Congreso y reconocieron a Martín Vizcarra como presidente constitucional.
El escritor peruano Mario Vargas Llosa expresó su aprobación a la decisión del presidente Vizcarra de disolver el Congreso, para quien dicha decisión «ha sido rigurosamente constitucional, como han mostrado muchos juristas eminentes».
Para el constitucionalista y expresidente del Tribunal Constitucional peruano César Landa Arroyo, la disolución del congreso «tiene un fundamento constitucional porque la cuestión de confianza fue desestimada».
El constitucionalista Omar Cairo expresó que «el Congreso votó una confianza vacía. Técnicamente no se la ha dado. Y lo que corresponde es que este periodo transcurra sin mayores sobresaltos hasta que se realicen las elecciones de enero y se elija un nuevo Congreso».
El ex ministro de justicia peruano Juan Jiménez Mayor sostuvo que la disolución del Congreso «tiene sustento constitucional», precisando que «no ha existido una negación fáctica de la cuestión de confianza [como ha indicado el presidente Vizcarra], sino que mediante una votación de 80 congresistas, se rechazó la misma al no aprobarse la cuestión previa [que fue planteada para que se atendiera en el momento el pedido de confianza], lo que implicó un rechazo a la cuestión de confianza».

### Personalidades e instituciones en contra

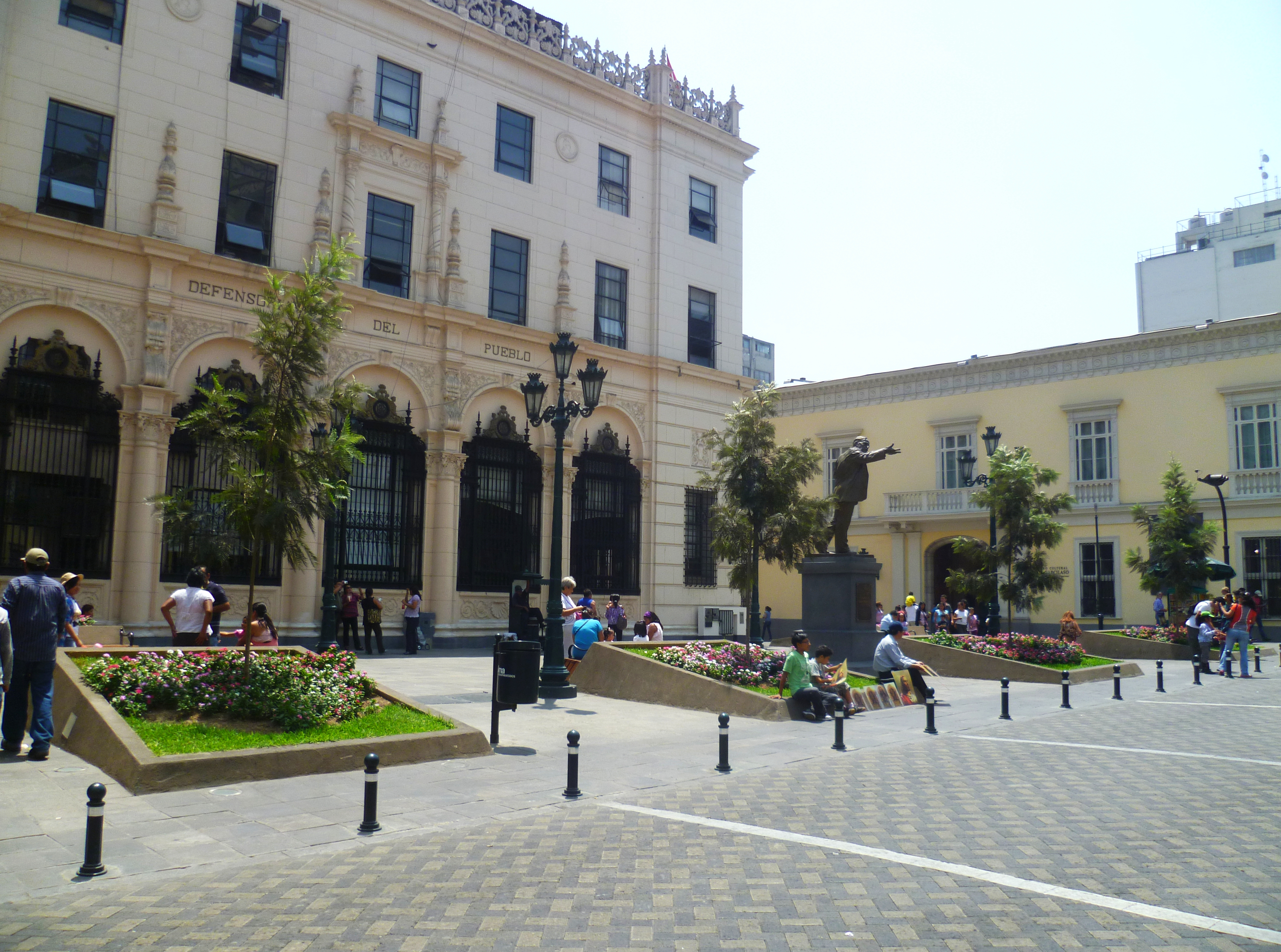
La Defensoría del Pueblo del Perú, se declaró en contra de la disolución congresal.

Varios parlamentarios de Fuerza Popular salieron a protestar por la decisión. Incluso políticos de los años 2020 como Tania Ramírez intentaron atribuir de anticonstitucional sin evidencia alguna. Por otro lado, los congresistas Milagros Salazar (Fuerza Popular) y Salvador Heresi (Contigo) tildaron de «dictador» a Vizcarra. El congresista por el APRA Jorge del Castillo pidió a la Policía Nacional y a las Fuerzas Armadas «no se presten a este golpe de Estado», aunque posteriormente las Fuerzas Armadas y la Policía Nacional del Perú anunciaron públicamente el respaldo a Martín Vizcarra.
Algunos otros políticos y grupos que calificaron como «golpe de Estado» la disolución fueron Juan Sheput, Alberto Beingolea, Pedro Olaechea y el Partido Aprista Peruano.
El gobernador de Arequipa Elmer Cáceres Llica expresó su disconformidad con el cierre del Congreso, incluso no asistió a votar en las elecciones congresales extraordinarias de 2020 expresando que «en su momento no estuve de acuerdo con ello, por lo tanto, no he sido participe de estas elecciones».
El expresidente del Tribunal Constitucional, Oscar Urviola expresó que lo ocurrido era un golpe de Estado. En ese sentido, al mandatario se le puede juzgar al término de su mandato. «Cuando se restablezca un régimen constitucional pueden funcionar los mecanismos para acusarlo por violación constitucional».
El expresidente del Tribunal Constitucional, Víctor García Toma, expresó que: «[Martín Vizcarra] es gobernante porque tiene territorio, porque la Policía y las Fuerzas Armadas le han dado su respaldo, maneja presupuesto, cuenta con respaldo ciudadano que lo apoya; pero es un gobierno jurídicamente irregular».
El expresidente del Tribunal Constitucional, Ernesto Álvarez Miranda expresó que «el decreto presidencial de disolución no respondió a la causal constitucionalmente prevista, pues la Cuestión de Confianza fue aprobada, publicándose el decreto de disolución sin que haya sido aprobado en ningún Consejo de Ministros».
El expresidente del Tribunal Constitucional, Carlos Masía Ramírez dijo que «[Vizcarra] ha hecho una interpretación de un acto que el Congreso no ha hecho, el Congreso no le negó la confianza al primer ministro, se la brindó, pero él ha querido cerrar el Congreso y por eso nos encontramos en un callejón sin salida».
El exsenador y constitucionalista Raúl Ferrero Costa consideró que la clausura del Parlamento es ilegal.
El constitucionalista Javier Valle Riestra calificó a la disolución como una «medida despótica» y «maniobra totalitaria» y a Martín Vizcarra como «usurpador», «tirano encadenado por la opinión pública» y «presidente extraconstitucional».
El constitucionalista Domingo García Belaúnde indicó que «es totalmente [inconstitucional], [Martín Vizcarra] no puede hacerlo [cerrar el Congreso], y si lo hace es un golpista. Si hace el golpe de Estado, con esa apariencia de legalidad, tarde o temprano acabará en la cárcel, como acabaron todos los golpistas».
El abogado Enrique Ghersi manifestó que «es un golpe de Estado, muy interesante porque utiliza las zonas blancas, grises de la ley. Es el primer golpe de Estado en el que la Policía toma el control de la acción política del Ejecutivo. Es una prueba del golpe de Estado que la Policía no haya dejado entrar a los parlamentarios al Congreso».
El constitucionalista Carlos Blancas Bustamante consideró que el presidente Martín Vizcarra incurrió en una «infracción constitucional» al disolver el Congreso sin estar facultado para hacerlo.
La excandidata presidencial y constitucionalista Lourdes Flores Nano manifestó que no había razones para el cierre del Congreso y dijo «estemos viviendo una interrupción democrática, un verdadero golpe del Estado».
En un comunicado, Domingo García Belaunde, Lourdes Flores Nano, Natale Amprimo, Aníbal Quiroga, José Palomino Manchego, Ángel Delgado Silva, Víctor García Toma, Carlos Blancas Bustamante,  Jorge Luis Cáceres Arce, Dante Paiva Goyburu y Mijael Garrido Lecca consideraron que la disolución «ha sido forzada sobre la base de una negación de confianza no ocurrida».

2. A la negación de confianza no se llega por vía interpretativa como ha sido sustentada por el señor Martín Vizcarra, sino que necesita una manifestación expresa denegatoria por parte del Congreso de la República
(...)
5. Somos de la opinión que la decisión de disolver el Congreso dispuesta por el señor Martín Vizcarra (...) no se ajusta a la previsión constitucional y, por tanto, nos coloca fuera del Estado de Derecho que, con tanto esfuerzo, los peruanos veníamos cimentando consistentemente desde hace cuatro lustros.
Pronunciamiento de once abogados y juristas

El Colegio de Abogados de Lima (CAL), emitió un comunicado firmado por su presidenta María Elena Portocarrero, donde asegura que la cuestión de confianza anunciada por el presidente Vizcarra, respecto del procedimiento de elección de miembros del Tribunal Constitucional, era improcedente pues la selección es un acto de exclusivo del Poder Legislativo. Además añadió que cerrar el Congreso de la República «constituiría el quiebre de nuestra democracia y acarrearía la responsabilidad del caso a sus impulsores».
El constitucionalista Natale Amprimo señaló que «el presidente de la República ha hecho un acto inconstitucional y mantiene su poder de facto. Ha disuelto el Congreso de facto y fuera de las condiciones constitucionales que están contempladas. Esto es ilegal. El acto que hace el presidente es inconstitucional».
Según el periodista Jaime Bayly, la disolución es un «error histórico» que podrá traer consecuencias en el país y en el propio presidente.
La Defensoría del Pueblo del Perú y la Confederación Nacional de Instituciones Empresariales Privadas rechazaron la decisión del presidente.
En un artículo publicado en The Wall Street Journal, la periodista Mary O'Grady asegura que el presidente Vizcarra dio un golpe de Estado y que cerrar el Congreso fue ilegal
En 2023, luego de más de 3 años de que la disolución haya sido evaluada y validada por el Tribunal Constitucional, el congresista del siguiente periodo parlamentario, Alejandro Muñante presentó otra denuncia constitucional contra Vizcarra.

### Pronunciamiento de la Defensoría del Pueblo
El 25 de octubre de 2019, la Defensoría del Pueblo emitió un "Informe Defensorial sobre la crisis política, cuestión de confianza y disolución del congreso" mediante el cual se pronunció sobre la crisis política que llevó al planteamiento de cuestión de confianza y ulterior disolución del Parlamento por parte del Poder Ejecutivo. En dicho documento, la defensoría hizo notar que los parlamentarios agendaron el debate de la cuestión de confianza planteada por el ejecutivo para un momento posterior al proceso de selección de los magistrados del Tribunal Constitucional, es decir, para cuando ya se había producido el evento que el Poder Ejecutivo buscaba evitar, con lo cual en la práctica la cuestión de confianza se tornaba en ineficaz. Sin embargo, también precisó que otorgarle un margen de discrecionalidad al Ejecutivo a fin de determinar, sin más criterio que el suyo, en qué casos se ha denegado o concedido la confianza, supondría un peligro para el equilibrio de poderes. El documento finaliza indicando que debe ser el Tribunal Constitucional el que determine si las acciones del Congreso (al otorgar nominalmente la cuestión de confianza pero en los hechos actuar en sentido contrario) y del presidente (por interpretar que la confianza le había sido denegada y en base a ello disolver el Parlamento) se han ceñido a lo que prescribe la Constitución o no. Asimsimo, considera que el Tribunal Constitucional deberá también encontrar una solución constitucional a temas pendientes de resolver como los límites a los decretos de urgencia y las competencias de la Comisión Permanente durante el interregno parlamentario.

### Internacional
El expresidente de Brasil Luis Inácio Lula da Silva aseguró que los actos de Martín Vizcarra son «un nuevo tipo de golpe de Estado». «Si la situación de Perú es mala, que se convoquen nuevas elecciones. El primer gesto de un presidente de la República que sea responsable no es revocar el mandato de los demás. ¡Revoca el tuyo! Porque si la orquesta no funciona bien, no culparemos al violín, culparemos al director».
La cancillería de Chile, liderada por Teodoro Ribera, dijo que respetará los procesos internos peruanos y espera que la institucionalidad se imponga, así mismo evitó manifestarse en una posición sobre la disolución del Congreso. La Organización de Estados Americanos (OEA) afirmó que «compete al TC pronunciarse sobre la legalidad y legitimidad» de la presidencia del Perú y acotó que la «la polarización política que sufre el país la resuelva el pueblo en las urnas».

## Acciones constitucionales y parlamentarias contra el acto de disolución del Congreso

### Intento de nombrar una presidenta interina
El Congreso, considerando el Principio de Legalidad establecido en el artículo 90 de la Constitución Política (que establece que las leyes y decretos rigen desde el día siguiente de su publicación), respondió declarando la presidencia de Vizcarra suspendida y nombró a la vicepresidenta Mercedes Aráoz como presidenta interina, medidas que en gran medida se consideraron nulas y sin efecto. Al día siguiente, el 1 de octubre de 2019, Aráoz anunció su renuncia, mientras que Vizcarra emitió un decreto para elecciones congresales extraordinarias que se celebrarían el 26 de enero de 2020.

### Acciones de amparo
Los congresistas Salvador Heresi (Contigo) y Angel Neyra Olaychea (Fuerza Popular) junto a la exparlamentaria Marisol Espinoza (Alianza para el Progreso) presentaron cada uno sendas acciones de amparo contra el acto de disolución del congreso decretado por el presidente Martín Vizcarra, alegando la violación a derechos constitucionales y solicitando que se ordene suspender los efectos del decreto de disolución. Sin embargo, a fines de octubre de 2019 las tres demandas fueron declaradas improcedentes por los respectivos juzgados ante las que fueron presentadas, fundamentando sus decisiones en el hecho de que ya existía en trámite una demanda competencial ante el Tribunal Constitucional, por lo que correspondía a dicho ente pronunciarse sobre la legalidad de la disolución del parlamento.

### Demanda competencial
El 10 de octubre de 2019, Pedro Olaechea, quien después de la disolución siguió presidiendo la Comisión Permanente, presentó una demanda competencial ante el Tribunal Constitucional cuya petición principal era "que se declare la nulidad del acto de disolución del Congreso contenido en el Decreto Supremo N° 165-2019-PCM. Conjuntamente con la demanda, Olaechea presentó una solicitud de medida cautelar con la cual pretendía que, mientras el Tribunal se pronunciaba sobre el fondo, se ordenara restituir el estado de las cosas al momento anterior al acto de disolución cuestionado, es decir, se que se reinstale el Congreso disuelto hasta el pronunciamiento definitivo sobre el fondo de la demanda.
El 29 de octubre de 2019, el pleno del Tribunal Constitucional votó por unanimidad admitir a trámite la demanda competencial planteada por Olaechea contra el Poder Ejecutivo, mientras que por 5 votos contra 2 declaró improcedente la solicitud de medida cautelar.
El 14 de enero de 2020 el pleno del Tribunal debatió las materias puestas a su consideración y por mayoría (4 votos contra 3) declaró la demanda infundada y por tanto constitucional el acto de disolución del parlamento.

### Juicio político a Martín Vizcarra y Salvador del Solar en 2025
En marzo de 2025, la Comisión Permanente del Congreso de la República 2021-2026 aprobó en primera votación la sanción de inhabilitación contra el expresidente Martín Vizcarra y contra el expresidente del Consejo de Ministros Salvador del Solar por supuestamente haber violado la constitución al disolver el Congreso en 2019 en medio de un procedimiento de juicio político por infracción constitucional. Dicha sanción necesita la ratificación por el pleno del Congreso.

## Comparación con el cierre de 1992
Luego de la disolución del Congreso dispuesta por el entonces presidente, Martín Vizcarra, algunas voces compararon esta medida con el Autogolpe de Estado de 1992 llevado a cabo por el entonces presidente Alberto Fujimori, el cual también significó la disolución del parlamento. Por ejemplo, el exministro del Interior Fernando Rospigliosi calificó la disolución dispuesta por Vizcarra como un «golpe de Estado»; así como el abogado constitucionalista Aníbal Quiroga, el cual sostuvo que la disolución es un «déjà vu del 5 de abril de 1992: "Es un golpe de Estado, en la medida en que está anulando al Congreso fuera de la Constitución" Disponer el cierre del Congreso fuera de los parámetros constitucionales es también un golpe de Estado». No obstante, existen diferencias entre las medidas adoptadas en uno y otro caso.
| Disolución del Congreso en 1992 | Disolución del Congreso en 2019 |
| --- | --- |
| Al disponer la disolución del congreso, el presidente Fujimori se basó en una decisión personal y no invocó ningún mecanismo previsto en la Constitución Política del Perú o en alguna otra norma del ordenamiento jurídico peruano que lo habilitara para adoptar dicha medida. Al año siguiente, buscando dar respaldo popular a su disposición, ordenó la realización de un referéndum constitucional. | Al disponer la disolución del congreso, el presidente Vizcarra apeló a la prerrogativa presidencial contenida en el artículo 134° de la Constitución Política del Perú; a pesar de que opiniones de algunos juristas y constitucionalistas cuestionaron su apego a la Constitución, el Tribunal Constitucional evaluó los hechos y la interpretación, declarando válida la disolución por cuatro votos contra tres.                                                                          |
| Con la decisión de disolver el Congreso, Fujimori pretendía gobernar temporalmente sin Congreso hasta la realización de un plebiscito nacional (cuya fecha no estaba definida). Sin embargo, por presión internacional por parte de la Organización de Estados Americanos tuvo que convocar pronto a un Congreso Constituyente para así redactar una nueva Constitución.                                  | El Decreto Supremo N° 165-2019-PCM, mediante el cual Vizcarra dispuso la disolución del Congreso contuvo al mismo tiempo la convocatoria a elecciones para elegir a un nuevo parlamento el 26 de enero de 2020, conforme lo estipula el artículo 134° de la constitución peruana. |
| Además de cerrar inconstitucionalmente el Congreso; Fujimori intervino al Poder Judicial, al Ministerio Público, al Consejo Nacional de la Magistratura (hoy Junta Nacional de Justicia), a la Contraloría General de la República y al Tribunal de Garantías Constitucionales (hoy Tribunal Constitucional).                                                                                             | La decisión de Vizcarra se limitó a la disolución constitucional del Congreso. Los demás poderes públicos siguieron funcionando autónomamente. |
| Al disponer el cierre del Congreso, Fujimori intervino militarmente a los medios de comunicación y a la prensa por unos días, censurando sus contenidos. | Cuando Vizcarra dispuso la disolución del Parlamento, ningún medio de comunicación fue intervenido y la prensa se mantuvo informando con total libertad. |
| Para asegurar su medida, Fujimori dispuso la intervención de efectivos militares y vehículos blindados en las calles y en diversas instalaciones (Sede del Congreso, del Poder Judicial, cerca de locales de partidos políticos, entre otros). | Los efectivos de las Fuerzas Armadas no intervinieron, salvo un pronunciamiento del comando conjunto que respaldó la decisión de Vizcarra. Cabe mencionar que al día siguiente, miembros de la División de Operaciones Especiales (DINOES) de la Policía Nacional del Perú, rodearon el Palacio Legislativo permitiendo ingresar únicamente a los congresistas integrantes de la Comisión Permanente y a un grupo de trabajadores, y también para evitar enfrentamientos con los ciudadanos. |
| Fujimori dispuso la detención domiciliaria de diversos líderes políticos y la persecución de otros como el expresidente Alan García que finalmente obtuvo asilo político en Colombia. | No se detuvo ni persiguió a ninguna persona. |
| Entre personalidades y juristas existió un consenso mayoritario en calificar la medida como un golpe de Estado y un quiebre del orden constitucional. Algunos constitucionalistas como Carlos Torres y Torres Lara y Enrique Chirinos Soto se mostraron a favor de las acciones. | Entre personalidades y juristas existieron discrepancias: algunos calificaron la decisión como inconstitucional y hasta de golpe de Estado, mientras que otros la consideraron legítima y apoyada en la carta magna peruana. El Tribunal Constitucional lo declaró como un acto válido. |
| No hubo posibilidad de que algún poder del Estado se pronunciara sobre la legalidad de la medida pues todos los poderes públicos fueron intervenidos por orden del Presidente Fujimori. | Pedro Olaechea, quien continuó presidiendo la Comisión Permanente del Congreso (órgano que se mantuvo en funciones durante el interregno parlamentario), interpuso una demanda competencial ante el Tribunal Constitucional para que se pronuncie sobre la legalidad de la medida, la cual fue declarada infundada el 14 de enero de 2020 ratificándose así la disolución parlamentaria. |

### Posición del Poder Ejecutivo
- Presidente Vizcarra anuncia disolución constitucional del Congreso.
- DECRETO SUPREMO N.º 165-2019-PCM. Decreto Supremo que disuelve el Congreso de la República y convoca a elecciones para un nuevo Congreso.

### Posición del Poder Legislativo
- RESOLUCIÓN N° 001-2019-2020-P-CR. Declarar inaplicable el Decreto Supremo N.º 165-2019-PCM, que disuelve el Congreso.

### Sentencia del Tribunal Constitucional
- Perú. Tribunal Constitucional. «Sentencia del Tribunal Constitucional 14 de enero de 2020. Demanda de conflcito competencial sobre la disolución del Congreso de la República. Expediente 0006-2019-CC/TC.». Lima.